# Guerre royaliste
Guerre royaliste
Batailles
- Expédition d'Espagne
- Sainte-Marguerite
- Campillo de Arenas
- Pampelune
- Trocadéro

La guerre royaliste (en espagnol : Guerra Realista), aussi appelée guerre constitutionnelle (Guerra Constitucional), ou guerre civile de 1822-1823 (guerra civil de 1822-1823), est une guerre civile qui eut lieu en Espagne au cours de la deuxième moitié du Triennat libéral (1820-1823). Elle commença durant le printemps de 1822 — il n'y a pas de consensus parmi les historiens sur le moment exact de son commencement — avec l’accentuation des actions et du nombre des dénommées partidas realistas (milices royalistes), qui existaient depuis le printemps de l’année antérieure et prétendaient rétablir le pouvoir absolu du roi Ferdinand VII, qu’affrontèrent les troupes de l’État — les armées « constitutionnelles » — en défense du régime libéral instauré après le triomphe du pronunciamiento (ou révolution) de 1820. Les principaux foyers du conflit furent la Catalogne, la Navarre et le Pays basque. Dans un premier temps, les forces royalistes furent vaincues et se virent en grande partie contraintes à se réfugier en France (ou, dans une moindre mesure, au Portugal). La guerre prit un tournant définitivement favorable aux royalistes lorsque commença l’invasion du pays par le corps expéditionnaire envoyé par la France à partir du 7 avril 1823, auquel se joignirent les milices royalistes qui avaient fui et celle qui étaient parvenues à survivre à l’offensive constitutionnalistes. Le 30 septembre 1823, Ferdinand VII était libéré de sa « captivité », le lendemain il dérogeait la Constitution de 1812 et restaurait la monarchie absolue.
Ce conflit est généralement considéré comme la première guerre civile de l’histoire contemporaine de l'Espagne. Les deux camps, libéraux (es) (ou constitutionnalistes) et royalistes, utilisèrent la religion pour justifier leurs positions et lutter contre leurs ennemis. Les derniers utilisèrent le terme de « croisade » pour désigner la guerre qu’ils livraient. Pour sa part, le journal libéral El Universal affirma que les frères qui avaient rejoint la rébellion royaliste avaient « donné le triste et scandaleux témoignage de leur irréligion, de leur immoralité, de leur hypocrisie, de leur ingratitude ». Significativement, les autorités constitutionnelles de Barcelone décidèrent de transférer à la ville l’image de la Vierge de Montserrat afin d’éviter qu’elle tombât dans les mains des royalistes.

## Contexte
Le pronunciamiento de Riego à Las Cabezas de San Juan avait rétabli la Constitution de 1812, que Ferdinand VII jura pour la première fois le 9 mars 1820. Cependant, la contre-révolution commença immédiatement, le roi n'ayant jamais accepté le régime constitutionnel et conspira pour le renverser dès ce moment.
Le bras armé de la contre-révolution fut les partidas realistas, organisées par des absolutistes exilés en France et en lien avec le palais royal. Les méthodes des partidas étaient très similaires à celles qu’avait utilisées la guérilla durant la guerre d'indépendance contre Napoléon (1808-1814) — et certains des anciens guérilleros militaient dorénavant dans le camp royaliste —. Les premières partidas furent constituées en 1820, mais le mouvement connu un grand essor à partir du printemps de 1821 en conséquence de la connexion de la contre-révolution des vieilles élites réactionnaires et de l’« anti-révolution » des classes populaires « lésées culturellement et socialement par la praxis révolutionnaire et libérale ». « La confluence entre la contre-révolution et l’anti-révolution sous l’hégémonie de la première, conforma le bloc [..] « royaliste » car ce qui les unifia fut la lutte contre le système constitutionnel et la défense du pouvoir absolu du roi et de l’hégémonie culturelle de l’Église catholique ».
Ce serait précisément l’Église, majoritairement opposée au régime libéral à cause des désamortissements qui jouerait un rôle décisif dans la formation et la consolidation de cette alliance entre les deux secteurs antilibéraux. Elle fournit au bloc royaliste un support idéologique en développant un discours de « guerre de religion » qui rencontra un écho principalement dans le monde rural.
Au sommet de la contre-révolution se trouvait le roi. Installé à partir de mars 1822 au palais d'Aranjuez, il pu y établir avec plus de discrétion qu’à Madrid des contacts et réunions avec des nobles, diplomates, hauts fonctionnaires et militaires contraires au régime constitutionnel ainsi qu’avec les ambassadeurs des monarchie européennes et avec le nonce du Saint Siège. C'est également de là qu’il confia des missions secrètes hors d'Espagne à ses hommes de confiance. La fonction du roi fut, par dessus tout, de « doter de cohérence à la contre-révolution en apportant l’élément qui donnerait de l’unité au mouvement ; celle d’un roi paternel, aimé du peuple — tant qu’il prend les armes en sa défense — et dépouillé de son trône légitime par une minorité conspiratrice et sectaire ».
Au cours du printemps 1822, les actions des partidas realistas s’accrurent considérablement et différentes tentatives de rébellions eurent lieu, qui culminèrent avec le coup d'État de juillet 1822, mena par le roi lui-même et dont la Garde royale fut le protagoniste,,,.

## Déroulement

### Offensive royaliste
À partir du printemps 1822 « les partidas convergèrent dans des bataillons mieux organisés et se répandirent sur presque tout le territoire, formant la dénommée « armée de la foi » » qui rassembla entre 25 000 et 30 000 hommes. Le soulèvement royaliste fut organisé depuis l’exil et disposait d’un dense réseau contre-révolutionnaire à l'intérieur (au sommet duquel se trouvait le roi Ferdinand VII). Il se répandit de telle sorte que « pendant l'été et l'automne en Catalogne, au Pays basque et en Navarre, il y eut une véritable guerre civile dont il était impossible de rester à la marge, et dont la population civile sortit très malmenée dans les deux camps : représailles, réquisitions, contributions de guerre, pillages, etc. » Le marquis de Miraflores écrivit dans ses Apuntes histórico-críticos (« Notes historico-critiques », 1834) qu’en Catalogne en « mai et juin [le conflit] présentait déjà le triste aspect d’une guerre civile », à laquelle se joignirent la Biscaye et le Guipuscoa, infestés de partidas, et l’Aragon et la Galice, avec des bandes de « 100 à 200 hommes ». Miraflores concluait que peu avant la « journée du 7 juillet », « l’Espagne [offrait] l’horrible spectable d’une sanglante guerre civile ».
L’évènement décisif qui lança la guerre civile (ou qui lui donna l’impulsion définitive), fut la prise par les chefs des milices royalistes Romagosa et El Trapense, à la tête d’une troupe de deux mille hommes, de la forteresse de La Seu d'Urgell le 21 juin. Le lendemain, une Junta Superior Provisional de Cataluña (« Junte supérieure provisoire de Catalogne ») y fut établie, qui s’efforça d’organiser une armée régulière et d’établir une administration dans les zones intérieures de la Catalogne occupées par les royalistes. Un mois et demi plus tard, le 15 août, celle qui serait connue comme la « régence d'Urgell » y fut établie, « à la demande des peuples » et « désireuse de libérer la Nation et soi Roi du cruel état dans lequel ils se trouvent »,. « Aussi bien en termes stratégiques qu’en termes symboliques, l’établissement d’une capitale qui incarnait la contestation du régime constitutionnel supposait une importante avancée ». L’idée d’instaurer une régence avait été défendue par le marquis de Mataflorida — de fait, en juin il avait reçu le mandat du roi pour l’établir —. Il s’agissait de plus d’une des exigences du gouvernement français pour prêter soutien aux royalistes. La régence fut formée par Mataflorida lui-même, le baron d’Eroles et Jaime Creus, archevêque de Tarragone, conseillés par un petit gouvernement formé de Antonio Gispert, responsable des relations extérieures, Fernando de Ortafà au portefeuille de la Guerre et Domingo María Barrafón, qui tenait les autres secrétariats d'État,,,,. La création de la régence était justifiée par l’idée, défendue par les royalistes, selon laquelle le roi était « captif », « séquestré » par les libéraux, de la même manière qu’il l'avait été par Napoléon durant la guerre d’indépendance,. La première proclamation de la régence commençait en affirmant qu’elle avait été constituée « pour gouverner [l’Espagne] durant la captivité de S.M.C. le seigneur don Fernando VII ». Un autre des arguments avancés était le manque de soutien populaire qu’avait le régime constitutionnel selon les royalistes. Ainsi, le  Manifiesto que los amantes de la Monarquía hacen a la Nación Española, a las demás potencias y a los Soberanos (« Manifeste que ceux qui aiment la Monarchie font à la Nation Espagnole, aux autres puissances et aux Souverains ») de Mataflorida, qui circula dans toute l’Europe, affirmait : « Le peuple immobile et effrayé n’a pas pris part dans une telle trahison [la révolution] qu’il réprouva toujours avec une indignication silencieuse réprimée par la force ».

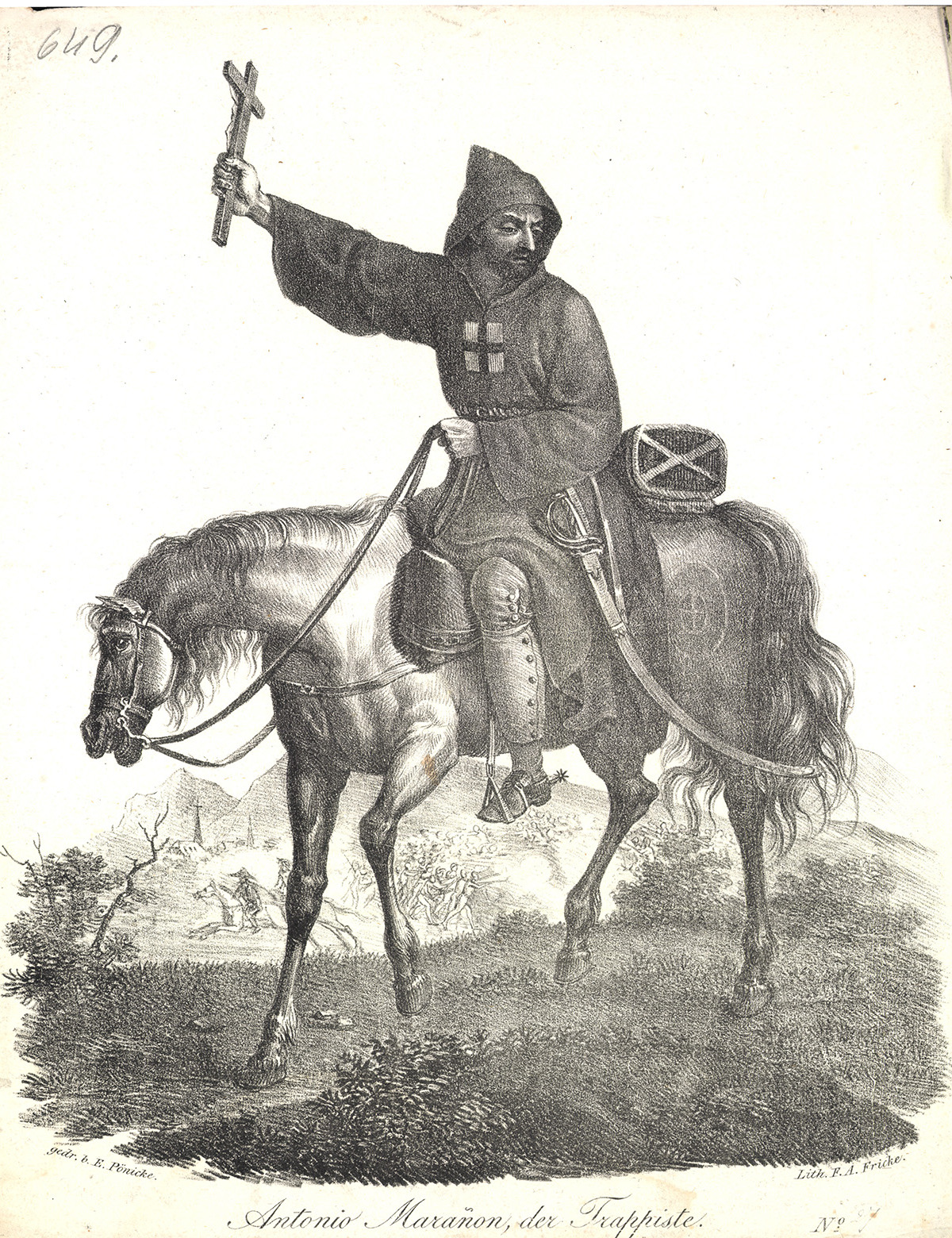
Antonio Marañón dit El Trapense, lithographie de Friedrich August Fricke (1784-1858). Il fut l’un des chefs de partidas realistas les plus célèbres. Selon l’ afrancesado Sebastián Miñano, sa tenue extravagante contribua à exalter le peuple en sa faveur, car il était vu comme un homme inspiré par Dieu, comparable à ceux dont parlent les Écritures.

À partir de la constitution de la régence d’Urgell, qui « avait doté la contre-révolution d’une direction centralisée et d’une certaine cohérence idéologique », les royalistes consolidèrent leur domination sur d’importantes zones du nord-est et du nord de l’Espagne en établissant leurs propres institutions afin d’administrer les territoires qu’ils contrôlaient : Junte de Catalogne, de Navarre, d’Aragon, de Sigüenza et du Pays basque, cette dernière présidée par le général Vicente Genaro de Quesada et qui disposait d’un membre pour chacune des trois provinces. Le baron d’Eroles, héros de la défense de Gérone durant la guerre d’indépendance, fut nommé Generalísimo de los Ejércitos Realistas en Cataluña (« Généralissime des Armées royalistes en Catalogne ») et étendit le soulèvement en prenant les villes de Balaguer, Puigcerdá, Castellfollit de Riubregós y Mequinenza.
D’autre part, la formation de la régence fut reçue avec enthousiasme par les cours européennes, bien que modérément par la française, car la régence affichait comme objectif la restauration de l’absolutisme, tandis que la France préférait l’établissement d’un régime de charte octroyée, comme le sien. Un représentant de la régence, le comte d’Espagne, se rendit au congrès de Vérone, tandis que le gouvernement espagnol n’y fut pas invité. Pour sa part, le roi Ferdinand VII continua de correspondre secrètement avec les cours européennes pour leur demander de venir le « sauver ». Dans une lettre envoyée au tsar de Russie en août 1822, le même mois que la régence d'Urgell fut établie, il lui dit : « Que la pénétration de V.M.Y. compare les résultats pernicieux que le système constitutionnel a produits en deux ans, avec ceux très avantageux produits par les six ans du régime qu'ils appellent absolu ».
Parmi les facteurs expliquant le succès des soulèvements des royalistes, les historiens soulignent que les contre-révolutionnaires surent tirer parti du mécontentement des paysannerie envers la politique économique et fiscale des libéraux,. « La paysannerie avait tendance à identifier le libéralisme avec une fiscalité très agressive et avec un régime économique nuisible à leurs intérêts, car il remplaçait le paiement en nature des impôts et des droits seigneuriaux par leur paiement en espèces, toujours plus pesant dans des économies peu intégrées au marché et peu monétisées », à quoi « s'ajoute la crise que traversait l'agriculture espagnole — et européenne — en raison de la chute généralisée des prix — une baisse de 50 % en seulement dix ans — ». « Autrement dit, un monde social complexe qui nourrit la résistance au changement », qui inclut « au-dessus les élites de la société d'Ancien Régime ». «Pour tous le libéralisme était l’altération, dans certains cas la plus tangible pour leurs économies ou leurs privilèges et en général pour leur univers mental et leurs modes de vie séculaires ».
Ramon Arnabat ajoute les six facteurs suivants : « le travail conspirateur de la direction contre-révolutionnaire et le soutien économique qu'elle fournit, sous la protection française » ; « la faiblesse militaire des constitutionnalistes, due à la fois au faible nombre des troupes et à l'incapacité de certains de leurs chefs » ; « le rôle d'agitateur et de canalisateur joué par une grande partie du clergé » ; « les agissements des dirigeants du parti qui furent une pièce maîtresse de l'ajustement entre la contre-révolution et l'anti-révolution, grâce à l'aide de secteurs de paysans aisés » ; « l'attitude des municipalités, les unes engagées avec les royalistes et les autres indifférentes, qui permit la libre circulation des partidas et rendit difficile l'action des constitutionnalistes » ; et « l'utilisation de la guérilla et la mobilisation du somatén dans des actions ponctuelles qui permit l'intégration de divers secteurs sociaux dans la contre-révolution ».
Ramón Solans, pour sa part, souligne le rôle fondamental joué par le clergé. Il cite le député libéral José María Moscoso qui, dans un rapport qu'il présenta aux Cortès, écrivit : « Il n'y a guère eu de partida levée en Espagne qui n’ait compté dans ses rangs et à sa tête des ministres indignes d'une religion douce et tolérante par essence ». Il cite également la harangue d'un curé de Gérone en août 1822 dans le but de mobiliser les membres des partis royalistes qui formaient « les armées de la foi »

### Contre-offensive libérale et défaite du royalisme

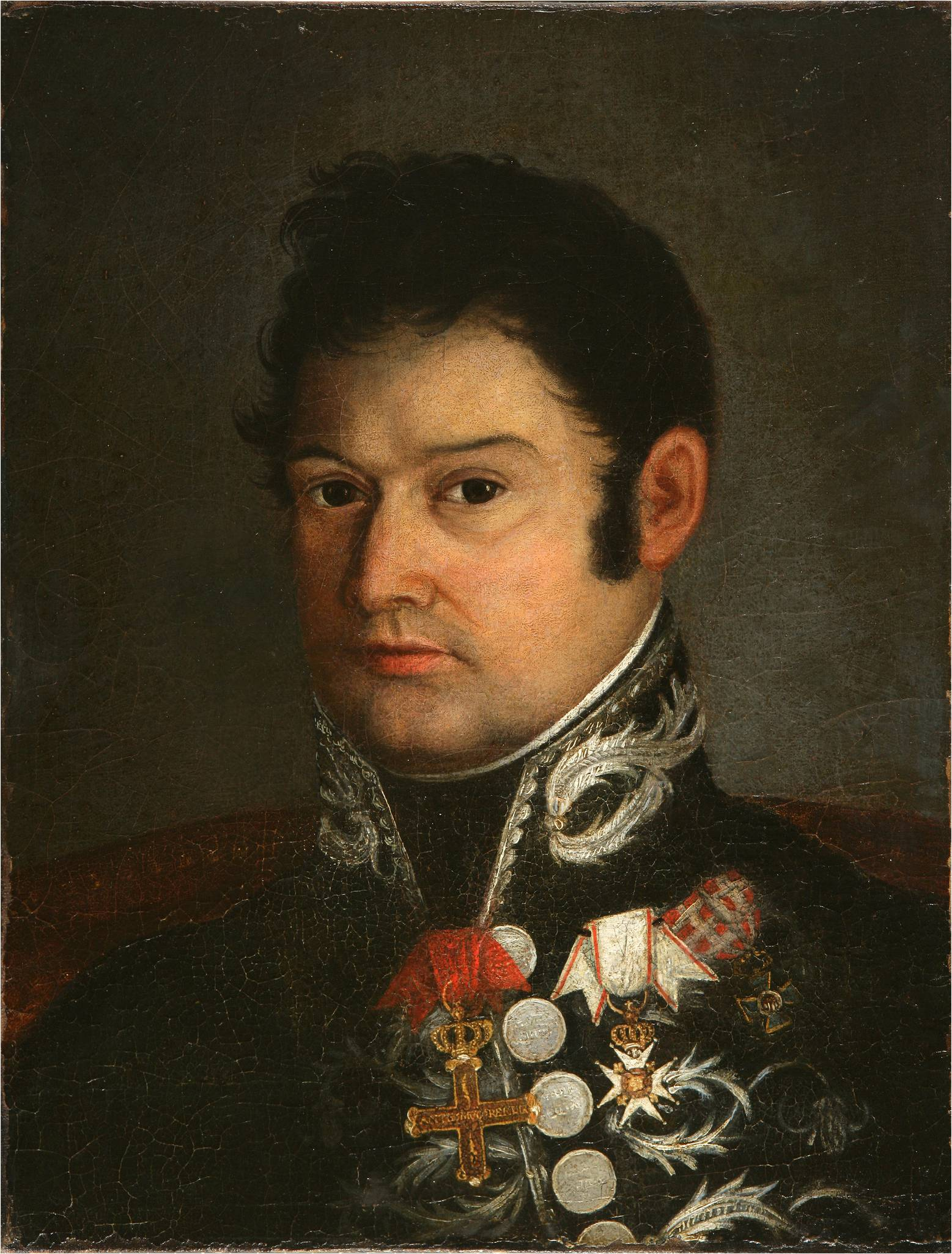
Portrait anonyme du général Francisco Espoz y Mina, qui parvint à vaincre les royalistes, qui se virent contraints à fuir en France.

Pour faire face à la situation critique vécue dans la moitié nord de l'Espagne, des Cortès extraordinaires furent convoquées, inaugurées le 7 octobre. Là, une série de décisions furent prises pour arrêter l'offensive royaliste. Certains couvents furent supprimés parce qu'ils étaient considérés comme un nid d'absolutistes, ce qui était vrai ; des déclarations patriotiques emphatiques furent faites en l'honneur du sept juillet, pour élever l'esprit public — auquel contribua également la fondation en octobre même de la Sociedad Landaburiana (es), qui prit le nom de Mamerto Landáburu, l'une des premières victimes du soulèvement absolutiste de juillet — ; enfin, des mesures militaires furent adoptées pour améliorer l'efficacité de l'armée. Pour sa part, le gouvernement dirigé par Evaristo San Miguel décréta en octobre 1822 une quinta générale extraordinaire destinée à recruter 30 000 soldats et obtint des Cortès l’autorisation de remplacer à sa discrétion les commandants militaires qu'il considérait contraires à la cause constitutionnelle. Il convint également de l'envoi de troupes de renfort en Catalogne, en Navarre et au Pays basque.
Les mesures militaires adoptées par le Parlement et le Gouvernement — qui s’ajoutaient à la déclaration de l’état de guerre en Catalogne le 23 juillet — portèrent leurs fruits et durant l'automne et l'hiver 1822-1823, après une dure campagne qui dura six mois, les armées constitutionnelles, dont l'un des généraux était l'ancien guérillero Espoz y Mina, renversèrent la situation et contraignirent les royalistes de Catalogne, de Navarre et du Pays basque à fuir vers France (environ 12 000 hommes) et ceux de Galice, Vieille Castille, de Léon et d’Estrémadure à fuir vers le Portugal (environ 2 000 hommes). En novembre, la Régence elle-même dut abandonner La Seu d’Urgell, dont le siège par l'armée d'Espoz y Mina avait commencé en octobre après avoir pris Cervera le mois précédent, et traverser la frontière,. La chute de La Seu d’Urgell fut une défaite de portée fondamentale. Une situation similaire se produisit dans les fiefs royalistes de villes comme Balaguer, Puigcerdà, Castelfullit ou Mequinenza.
Selon Ramon Arnabat, la victoire des constitutionnalistes était due à cinq facteurs : « Premièrement, pour la première fois, l'armée constitutionnelle disposait de chefs prestigieux et d'une stratégie politico-militaire basée sur la mobilisation de toutes les ressources de guerre disponibles dans les trois régions citées [Catalogne, Navarre et Pays basque]. Deuxièmement, la stratégie conçue réussit à vaincre les royalistes, puisque le territoire qu'ils dominaient fut progressivement occupé, sans permettre aux milices de se refaire ou de se réorganiser après le passage des constitutionnels comme cela s'était produit jusque-là. Troisièmement, la division de la direction contre-révolutionnaire [entre Mataflorida et Eguía] rendit extrêmement difficile l'arrivée des ressources nécessaires pour maintenir les troupes royalistes en bon état et pour que les partis puissent s'armer et s'équiper correctement […]; Quatrièmement, la tactique de guérilla et l'autonomie des chefs des milices royalistes dans la définition de leur stratégie militaire […]. Le principal défaut fut révélé face à l'offensive d'une armée mieux organisée et plus nombreuse qui les vainquit sur tous fronts. Cinquièmement, les royalistes commencèrent à perdre le soutien populaire à partir du moment où ils purent exercer un contrôle sur certaines zones du territoire, puisque les habitants de ces zones se retrouvèrent soumis aux exigences des chefs militaires royalistes et à des contributions extraordinaires qui démentaient leurs proclamations ».
Après la défaite, il devint clair que la seule option viable était une intervention étrangère,. Comme Pedro Rújula et Manuel Chust le soulignent, « l'échec de l'insurrection royaliste dans la seconde moitié de 1822 renforça encore la voie de l'intervention militaire extérieure ». Le comte de Villèle, chef du gouvernement français qui avait apporté un soutien considérable aux partidas realistas, dira : « les royalistes espagnols, même avec l'aide d'autres gouvernements, ne pourront jamais réaliser la contre-révolution en Espagne sans le secours d'une armée étrangère ». Avec cette déclaration, le premier pas vers l'invasion de l'Espagne par l’armée des Cent-Mille Fils de Saint Louis était fait,.

### Intervention étrangère et défaite des constitutionnalistes

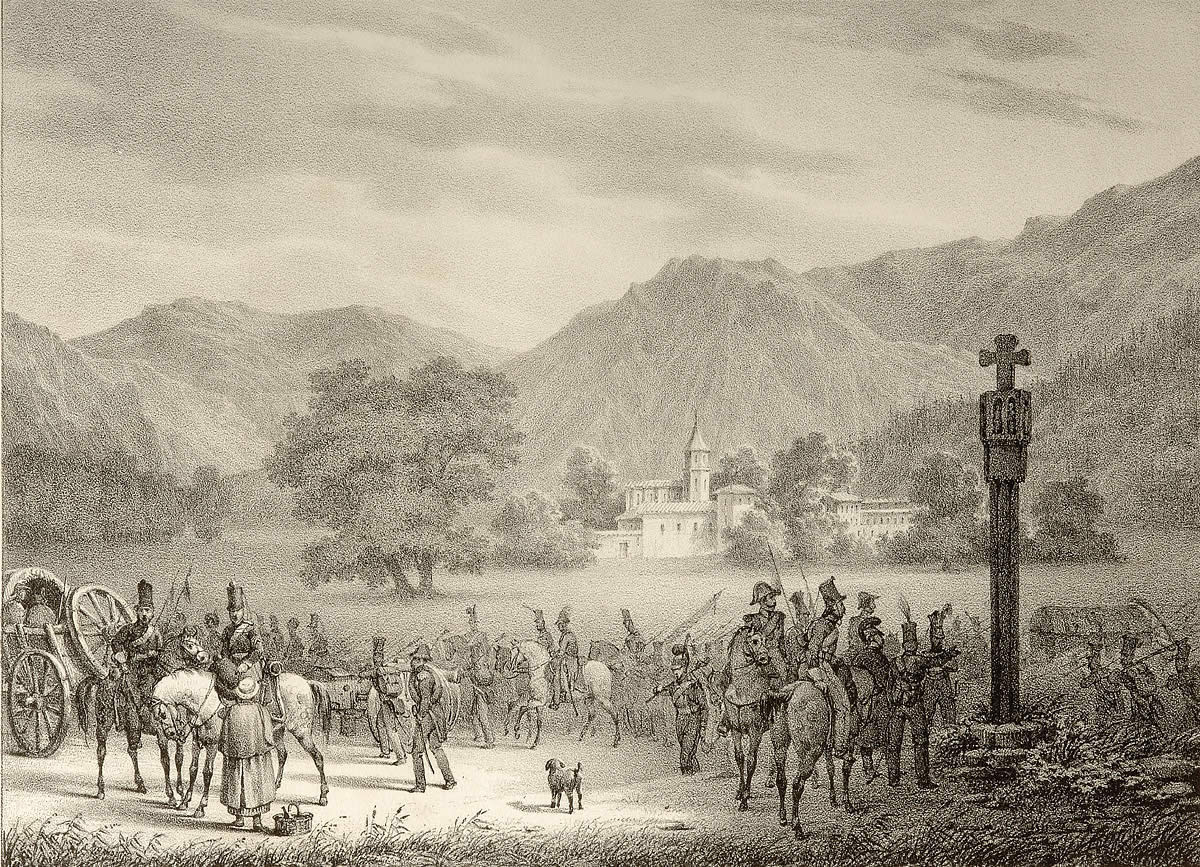
Plaine de Roncevaux (1823), lithographie de Victor Adam représentant le passage des cent mille fils de Saint Louis par la commune de Roncevaux (Navarre).

Le 7 avril 1823, le corps expéditionnaire français commença à franchir la frontière espagnole. Il rassemblait entre 80 000 et 90 000 hommes — avec 22 000 chevaux et 108 canons —, dont le nombre s'élèverait en fin de campagne à 120 000, une partie desquels avaient déjà participé à l’invasion française de 1808 avec Napoléon). Ils bénéficièrent du soutien des troupes royalistes qui s'étaient organisées en France avant l'invasion — entre 12 000 et 35 000 hommes, selon les sources — auxquelles s’ajoutèrent au fur et à mesure de leur avancée les milices royalistes qui avaient survécu à l'offensive de l'armée constitutionnelle. Divers historiens, comme Juan Francisco Fuentes, mettent en évidence le paradoxe selon lequel de nombreux membres des milices et des troupes de soutien royalistes avaient combattu quinze ans auparavant contre les Français dans la guerre d'indépendance. Un observateur français souligna également le comportement différent des Espagnols en 1808 et en 1823 et cita en exemple la ville de Saragosse, qui avait fait face à deux sièges des troupes napoléoniennes en 1808 et 1809, et qui en 1823 avaient reçu les troupes françaises aux cris de « Vive la Religion et Vive le Roi » :

« La leçon paraissait encore plus frappante le 26 avril 1823, lorsque nos troupes entrèrent, tambours battants, drapeaux flottants, à Saragosse. Les cloches et les grilles de la Notre-Dame-du-Pilier retentirent de toutes leurs forces en l'honneur de ceux contre qui, moins de quinze ans auparavant, les Aragonais avaient tenu deux sièges sanglants. »

Les envahisseurs prirent le soin de ne pas répéter les mêmes erreurs que lors de l'invasion napoléonienne de 1808 — par exemple, ils n'eurent pas recours aux réquisitions pour approvisionner les troupes — et se présentèrent comme les sauveurs qui avaient venir restaurer la légitimité et l'ordre, comme le démontrait le soutien dont ils bénéficiaient des royalistes espagnols. La proclamation faite aux Espagnols avant de commencer l'invasion, affirmait que sont intention était de mettre fin à cette « faction révolutionnaire qui a détruit l'autorité royale dans votre pays, qui retient votre roi captif, qui demande sa destitution, qui menace sa vie et celle de sa famille, [et qui] a amené ses efforts coupables de l'autre côté de vos frontières ». Pedro Rújula commente : « l’invasion était argumentée en suivant le schéma justificatif qu'avait proposé Ferdinand VII dans ses demandes d'aide aux cours européennes ». Les envahisseurs étaient accompagnés d'une auto-dénommée Junte provisoire de l’Espagne et des Indes établie à Oyarzun le 9 avril, présidée par Francisco de Eguía et composée du baron d'Eroles, qui avait déjà fait partie de la régence d'Urgel, Antonio Gómez Calderón et Juan Bautista Erro.
Pour faire face à environ 100 000 envahisseurs français soutenus par quelque 35 000 royalistes espagnols, l’armée constitutionnaliste espagnole ne disposait que d’environ 50 000 — bien que certains auteurs aient avancé le chiffre de 130 000, mais en reconnaissant qu’ils n’avaient pas le même degré d’organisation et de préparation, —, ce qui la plaçait dans une claire position d’infériorité,. Selon Víctor Sánchez Martín, le gouvernement du libéral exaltado Evaristo San Miguel, malgré l'adoption de mesures énergiques — comme le recrutement exceptionnel de 30 000 soldats —, « eut à peine le temps de préparer l’armée pour l’immense invasion française ». Il organisa ses forces en quatre armées, mais le seul qui fit réellement face à l’envahisseur fut celui commandé par le général Espoz y Mina, ancien guérillero de la guerre d’indépendance, en Catalogne. En conséquence, l'armée française avança vers le sud avec une relative facilité — le 13 mai elle entrait à Madrid —, bien que la brièveté de la campagne puisse être trompeuse étant donné que les Français avaient laissé derrière eux la majorité des places fortes sans les occuper.
La raison pour laquelle les généraux espagnols, à l’exception d’Espoz y Mina (ainsi que José María Torrijos et de Rafael del Riego lui-même, qui fut fait prisonnier à la mi-septembre et accusé d’« atroces crimes »,), se rendirent pratiquement sans combat a fait l’objet de polémique. En 1834, un député des Cortès du Statut royal, Pedro Alcalá-Zamora Ruiz de Tienda, l’imputa à l’« éblouissement » que produisit chez eux les propos du duc d’Angoulême, à la tête des troupes françaises, qui leur dit qu’il « ne venait pas pour détruire la liberté ni les lois en vigueur, mais pour les modifier, les niveler avec celles de son pays ». Un autre contemporain des faits dénonça qu'ils avaient été soudoyés par « l’or que la Sainte Alliance elle-même avait répandu sur la nation pour l’égarer et diviser les âmes ». « La nation ne fut pas coupable […] ; elle fut séduite par l’or et vassalisée par cent mille baïonnettes étrangères ». De fait, le duc d’Angoulème avait reçu comme instructions de gagner les généraux, ministres et députés aux Cortès à sa cause « sans lésiner ni sur les attentions, ni sur les promesses, ni sur l’argent ». L’historien Juan Francisco Fuentes signale un autre facteur : la démoralisation que provoqua le défaitisme dont firent preuve le gouvernement libéral et les Cortès lorsqu’ils décidèrent d’abandonner Madrid avant même que commence l’invasion pour s’installer tout d’abord à Séville et finalement à Cadix.

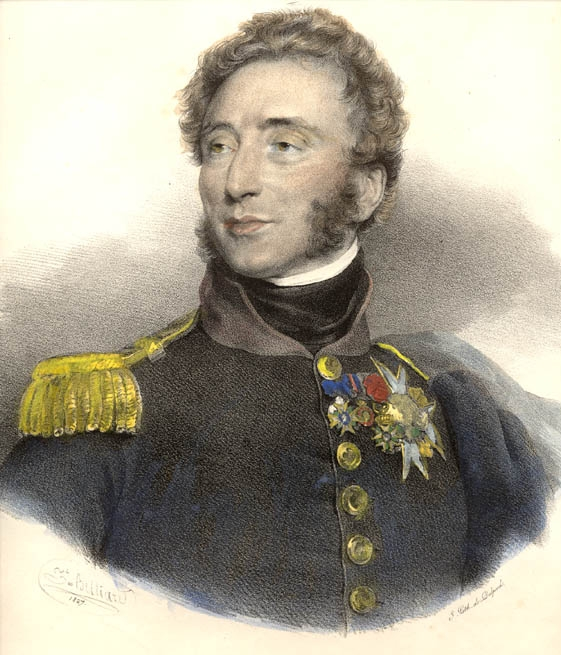
Le duc d’Angoulème, commandant en chef du corps expéditionnaire français.

À l'exception de plusieurs villes, dont certaines luttèrent héroïquement (comme Pampelune, qui résista au siège jusqu'en septembre, ou, comme Barcelone et Carthagène, qui continuèrent à se battre jusqu'en novembre, lorsque le régime constitutionnel avait été abattu depuis plus d'un mois), il n'y eut pas de résistance populaire à l'invasion, ni de formation de guérillas anti-françaises comme pendant la guerre d'Indépendance (c'est plutôt l'inverse qui se produisit : les partidas realistas rejoignirent l'armée française). Cela fut confirmé par le marquis de Someruelos en 1934 : « Cent-mille Français sont venus, c'est vrai ; mais ni cette force armée, ni celle de deux-cents, ni celle de quatre-cents-mille Français, n'aurait subjugué la nation si elle ne l'avait pas voulu ». Selon Josep Fontana, la raison fondamentale de « la passivité d'une grande partie de la population espagnole, et surtout des paysans », était la politique agraire du Triennat qui ne satisfaisait pas les aspirations de ces derniers — qui représentaient la grande majorité de la population — « qui étaient fondées sur la suppression des charges féodales, y compris la dîme, et dans la possibilité d'accès des cultivateurs à la propriété ecclésiastique amortie ».
Selon Fontana, la politique fiscale, qui « s’abattit très durement sur les paysans, en exigeant de nouveaux impôts en espèces, à un moment où, avec la baisse des prix, il était beaucoup plus difficile pour eux d’obtenir de l'argent », joua également un rôle important. Certains libéraux avaient déjà mis en garde contre cela — de nombreuses localités « ne peuvent pas payer en argent, mais elles peuvent payer en grains » — mais les royalistes furent ceux qui surent profiter du mécontentement rural causé par les impôts en espèces. Une proclamation faite en août 1821 et adressée aux laboureurs de Saragosse, dénonçait que ceux-ci « se tuaient au travail et vendaient ensuite vos fruits à des prix extrêmement bas à quatre avares […] ». Le duc d'Angoulême lui-même l'indiqua au comte de Villèle : « Le roi a de son côté le clergé et le bas peuple. Tout ce qui est seigneur, propriétaire ou bourgeois est contre ou se méfie de lui, à de très rares exceptions près ».
Ángel Bahamonde et Jesús Antonio Martínez signalent un autre facteur : selon eux, lorsque les libéraux appelèrent à la résistance comme en 1808, ils ne comprirent pas que la situation de 1823 était bien différente. « En 1823, les libéraux ne comprenaient pas que le nationalisme émotionnel de 1808 n'était pas encore nécessairement construit sur un projet politique libéral cohérent, c'est-à-dire que 1808 avait été une réponse plus anti-française que libérale, ce qui aiderait à comprendre le paradoxe apparent : l'envahisseur était le même, mais celui de 1808 était le fils de la révolution et celui de 1823 du légitimisme. […] De cette manière, les libéraux calculèrent mal leurs soutiens sociaux et, en général, la réponse fut l'indifférence».
Lorsque le duc d'Angoulême entra à Madrid le 23 mai, il nomma une régence composée du duc del Infantado, du duc de Montemart, de l’évêque d'Osma, du baron d'Eroles et d’Antonio Gómez — ces deux derniers avaient déjà fait partie de la Junte provisoire d'Oyárzun. Angoulême le justifie en disant : « Le moment est venu d'établir de façon solennelle et stable la régence qui doit se charger d'administrer le pays, d'organiser l'armée, et de se mettre d’accord avec moi sur les moyens d'accomplir la grande œuvre de libérer votre roi ». Le 9 juin, les troupes françaises franchirent Despeñaperros, défaisant les forces du général Plasencia qui leur faisait face, ouvrant ainsi la voie vers Séville, où le gouvernement, les Cortès, le roi et la famille royale se trouvaient à ce moment-là, et il fut immédiatement décidé leur transfert à Cadix, où ils arrivèrent le 15 juin.
Au fur et à mesure que les troupes françaises avançaient vers le sud, les royalistes espagnols déclenchèrent « une explosion générale de violence » qui « couvrit le pays de vengeances et d'outrages, pratiqués sans se soumettre à aucune autorité ni suivre aucune norme » et dont les victimes furent les libéraux. Le duc d'Angoulême se sentit dans l'obligation d'intervenir et le 8 août 1823 il promulgua l'Ordonnance d'Andújar qui privait les autorités royalistes de la faculté de mener des persécutions et arrestations pour des motifs politiques, un pouvoir qui était réservé aux autorités militaires françaises,. Le rejet royaliste fut immédiat, déclenchant « une insurrection de l'Espagne absolutiste contre les Français » qui s’avéra un succès puisque le 26 août le duc d'Angoulême rectifia (officiellement, il « clarifia » le décret), sous la pression du gouvernement français préoccupé par la crise en cours et par l'opposition à l'Ordonnance de la Sainte Alliance. Le champ d'application de l'Ordonnance était limité aux officiers et aux troupes inclus dans les capitulations militaires, si bien qu’elle se trouva abrogée de facto. L'une des conséquences de la campagne qui se déchaîna contre l'Ordonnance d'Andújar fut le renforcement du royalisme extrémiste ou ultra qui en vint à former des sociétés secrètes, notamment la « Junte apostolique (es) ». Après la reculade dans l'Ordonnance, « l'explosion multiple et sanglante de la violence absolutiste » se poursuivit au point que l'historien Josep Fontana l'a qualifiée de « terreur blanche ».
Le 18 juin, les troupes françaises entrèrent à Séville et lancèrent peu après le siège de Cadix, comme cela s'était produit treize ans plus tôt,. Dans la nuit du 30 au 31 août, les troupes françaises prirent le fort du Trocadéro et vingt jours plus tard celui de Sancti Petri, avec quoi toute résistance devint impossible,. Cette fois, Cadix n'avait pas bénéficié d'assistance par la mer comme en 1810. Le 24 septembre, le général Armand Charles Guilleminot, chef d'état-major général de l'armée française, lança un ultimatum aux assiégés pour qu'ils capitulent, les menaçant que si la famille royale était victime d’un malheur, « les députés aux Cortès, les ministres, les conseillers d'État, les généraux et tous les employés du gouvernement pris à Cadix seront passés au couteau ». Par la suite les bombardements sur la ville reprirent
Le 30 septembre 1823, après quatre mois de siège, le gouvernement libéral dut laisser partir le roi Ferdinand VII, qui rencontra le duc d'Angoulême — et le duc del Infantado, président de la régence royaliste — le 1er octobre au Puerto de Santa María, de l'autre côté de la Baie de Cadix que le roi avait traversée à bord d'une felouque toute parée,,. Une bonne partie des libéraux qui se trouvaient à Cadix fuirent vers l'Angleterre via Gibraltar, pensant que le roi ne tiendrait pas sa promesse, faite avant d'être « libéré », de proclamer une amnistie générale. Ils ne se trompaient pas,,.
Dès que Ferdinand VII fut libéré, il revint sur la promesse qu'il avait faite (déjà le 27 septembre il avait écrit au duc d'Angoulême : « J'ai promis un oubli général quant aux opinions, non quant aux faits ») et dès qu'il débarqua au Puerto de Santa María, il promulgua un autre décret dans lequel il abrogea toute la législation du Triennat (ce faisant, il ne tint pas non plus la promesse qu'il avait faite au roi de France et au tsar de Russie qu'il ne « reviendrait pas régner sous le régime qu'ils appellent absolu »):
« Son nulos y de ningún valor todos los actos del gobierno llamado constitucional, de cualquier clase y condición que sean, que ha dominado a mis pueblos desde el día 7 de marzo de 1820 hasta hoy, día 1º de octubre de 1823, declarando, como declaro, que en toda esta época he carecido de libertad, obligado a sancionar leyes y a expedir las órdenes, decretos y reglamentos que contra mi voluntad se meditaban y expedían por el mismo gobierno. »
À peine libéré, il dénonça : « La plus criminelle trahison, la plus honteuse lâcheté, l’irrespect le plus horrible à ma Royale Personne, et la violence la plus inévitables [qui] furent les éléments employés pour changer essentiellement le Gouvernement paternel de mes royaumes en un code démocratique ». En arrivant à Séville, Ferdinand VII écrivit un courrier au roi de Naples Ferdinand Ier, qui avait vécu une expérience révolutionnaire similaire à la sienne, bien que beaucoup plus brève, et qui avait également récupéré le pouvoir grâce à une intervention extérieure :

« La Miséricorde Divine a voulu enfin mettre un terme aux peines auxquelles il daigna m’éprouver et uni à votre majesté par la similitude de nos malheurs, comme je l’ai touijours été par amour et par les étroits liens de parenté, rien ne peut me flatter tant que de féliciter votre majesté cordialement et lui manifester que, rendu au libre exercice de mes droits souverains, je ne manquerai de moyens de conserver et d’augmenter, si besoin est, les agréables relations qui de longue date nous unissent. »

## Violences anticléricale et cléricale durant la guerre
À la différence des Cortès de Cadix, celles du Triennat libéral avait légiféré à propos des biens désamortis du clergé régulier. Ainsi, le décret du 1er octobre 1820 supprima : « tous les monastères des ordres monastiques ; les chanoines réguliers de l’ordre de Saint-Benoît, de la congrégation claustrale tarraconnaise et saragossaine ; ceux de l'ordre de Saint Augustin et les prémontrés ; les couvents et collèges militaires de Santiago, de Calatrava, de Montesa et d’Alcántara ; ceux de l’ordre de Saint-Jean de Jérusalem, de l’ordre hospitalier de Saint-Jean-de-Dieu, de l’ordre des frères de Bethléem, et de tous les autres ordres hospitaliers ». Leurs biens meubles et immeubles furent déclarés « biens nationaux » et sujets à désamortissement immédiat.
La guerre civile de 1822-1823 donna lieu à une spirale de violences cléricale et anticléricales. Comme l’indique Modesto Lafuente : « la guerre civile faisait rage dans la péninsule, dévastant principalement les provinces de Catalogne, d'Aragon, de Navarre et de Biscaye, et à une moindre mesures celles de Castille, de Galice, de Valence et d'Estrémadure, atteignant également l'Andalousie ».
C’est en Catalogne que la violence anticléricale du camp libéral atteignit sa plus grande virulence. Ses premières victimes furent deux capucins qui perdirent la vie le 22 mai lors de l'insurrection absolutiste de Cervera. Au total 80 ecclésiastiques furent tués, dont 54 dans le diocèse de Barcelone (certains de ces morts sont survenues au combat ou à l'issue d'un procès, mais d'autres furent de simples assassinats, parfois accompagnés de torture). L'événement le plus terrible se produisit le 17 novembre 1822 à l’extérieur de Manresa où 24 hommes qualifiés d'absolutistes furent assassinés, dont 14 ecclésiastiques et un frère laïc. « La proclamation de la régence d'Urgell fut brûlée à Barcelone, les opposants au régime [constitutionnel], en majorité des frères, furent détenus, et dans cette dialectique de guerre civile, la ville fut le théâtre d'assauts contre les couvents des capucins, des dominicains, des franciscains et des augustins avec un bilan de plus de 50 morts, ainsi que de déportations de frères » ; des évènements similaires eurent ensuite lieu à Valence et à Orihuela. Il s’agissait d’un réponse collective contre les ordres religieuses considérées insurǵees. Il y eut également une réponse institutionnelle à travers l'armée, dirigée par le général Espoz y Mina, qui commit des actes d’une rare violence, comme à Castellfollit de la Roca. L’évêque de Vic fut assassiné après avoir été détenu par les libéraux dans des circonstances mal établies,. À Manresa 15 ou 25 frères — selon les sources — furent fusillés. L'abbaye de Poblet fut dévastée par des paysans des localités alentour qui abattirent des arbres et profanèrent des tombes à « la clameur des voix flatteuses de la liberté et de l'égalité », selon l'abbé lui-même, quand bien même leurs terres avaient déjà été vendues à des particuliers.
Parmi les clercs qui prirent la tête des partidas realistas se trouvaient le curé Merino, el Trapense et de nouveaux dirigeants « comme Gorostidi, Eceiza ou Salazar, émules des précédents dans la cruauté et arborant la croix pour commettre toutes sortes d'excès». « Quand El Trapense prit La Seu d'Urgell le 21 juin 1822, son action devint célèbre parce que le moine avait mené l'assaut, grimpé à l'échelle, le crucifix à la main, et avait personnellement et brutalement tué les prisonniers. [...] El Trapense bénissait les gens qui s'agenouillaient sur son passage, feignait des révélations, montait à cheval avec son habit replié pour « émousser les balles ennemies et le rendre invulnérable ». Il montra sa férocité pour la première fois lorsqu'il affronta l'armée constitutionnelle à Cervera, incendia la ville à deux coins opposés, joncha les rues de cadavres et vengea ainsi les capucins qui avaient tué des soldats en réponse aux tirs depuis le couvent —. Les écrivains libéraux le considérèrent comme un fou et en faisaient le protagoniste, avec sa « partenaire », Josefina de Comerford , d’un « certain roman romantique délicat », selon Caro Baroja.

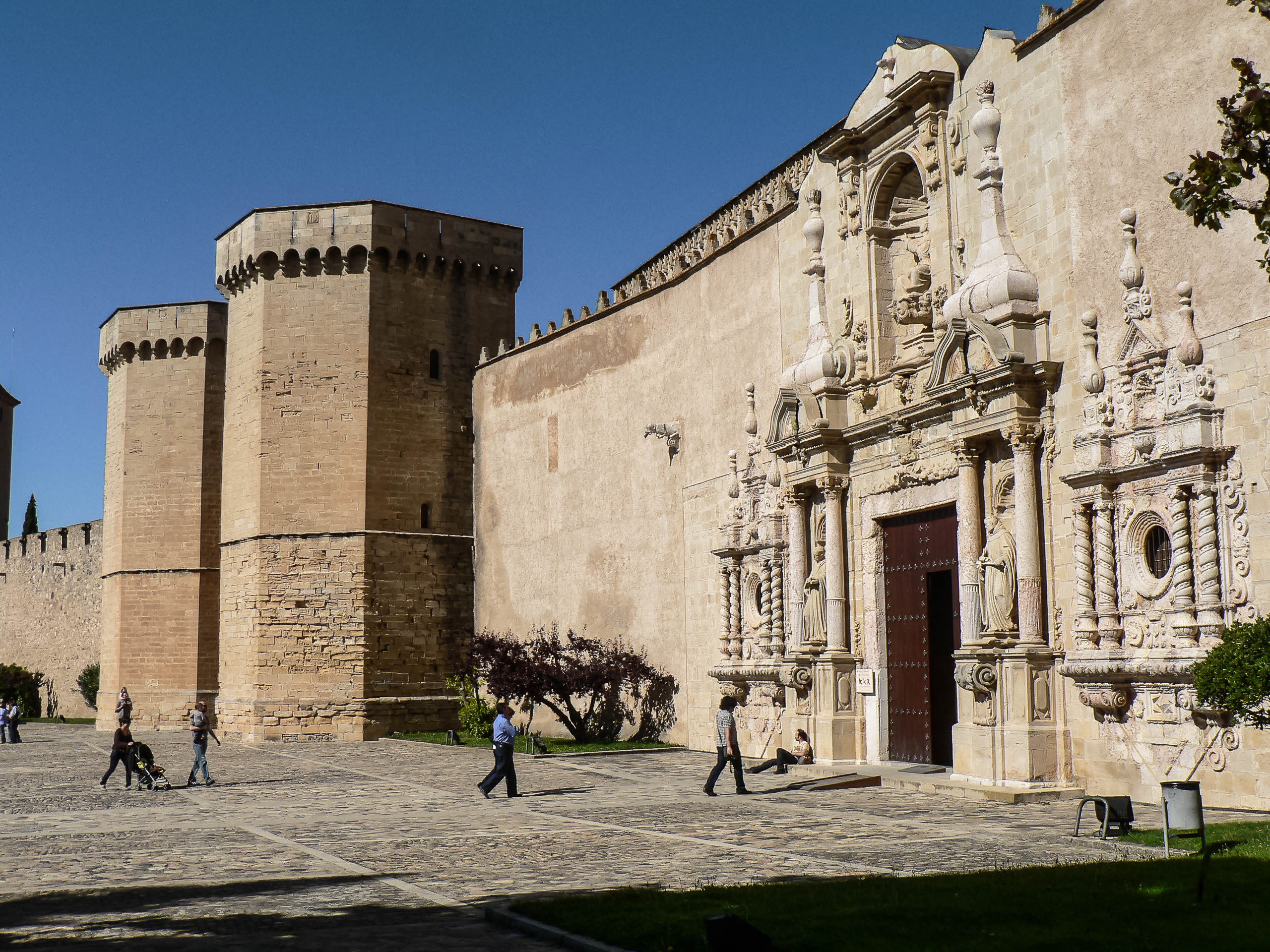
Entrée de l'église abbatiale (et à sa droite la porte royale) de l’abbaye de Poblet, qui fut assailli et dévasté par des paysans des villes voisines.

Le camp royaliste attaqua les temples et clercs du camp opposé. Par exemple, en janvier 1823, une milice royaliste entra dans Burgo de Osma et pilla les maisons de trois clercs de la localité. De même, le curé guérillero Gorostidi n'hésita à incendier deux églises à Dicastillo et Durango pour capturer deux prêtres constitutionnalistes. En général, ils commirent toutes sortes d'excès contre les libéraux dans les villes occupées, une violence encouragée par le clergé absolutiste qui se retrouve dans leurs écrits, comme celui du chanoine de Malaga, Juan de la Buelga y Solís qui a écrivit dès la fin du Triennat : « Je ne ferai jamais la paix » avec quiconque qui ne soit pas royaliste absolu et catholique, apostolique et romain,. On ignore le nombre total de libéraux assassiné par les royalistes.
Au contraire, en ce qui concerne le camp libéral, plusieurs récits d'ecclésiastiques assassinés donnent un chiffre proche de cent d’assassinats. Ces récits rapportent également que de nombreux ecclésiastiques furent assassinés après avoir été déshabillés et que certains furent cruellement torturés ou soumis à toutes sortes d'humiliations avant de mourir. « L'un des miliciens qui participa à la mort du franciscain Luis Pujol trempa une tranche de pain dans son sang encore chaud ; d’autres broyèrent du tabac sur la couronne du vicaire de Vilafortuny, puis ils le poignardèrent et le jetèrent dans un puits encore vivant ; le prêtre de Santa Inés eut les yeux arrachés, ses doigts furent tordus jusqu'à les arracher […] ». Dans les attaques contre les temples et les monastères — comme ceux de Poblet, Santes Creus ou Montserrat — des actes sacrilèges furent perpétrés, quoique sporadiquement, comme le vol le ciboire avec les hosties, des coups de couteaux donnés les images saintes ou le déterrement de cadavres de certains religieux « en jouant et en faisant mille indécences avec eux », selon un témoin.